# Accident ferroviaire des Échets
L’accident ferroviaire des Échets a eu lieu en France, sur la ligne Lyon-Bourg du PLM dite «ligne des Dombes», le 10 septembre 1921 vers 22 h 35, lorsqu'à la suite d'un excès de vitesse au passage d'un aiguillage, le train Strasbourg-Lyon a déraillé et ses voitures se sont télescopées, certaines d'entre elles venant s'écraser contre la halle à marchandises de la gare des Échets dans l'Ain.
Cet accident ferroviaire a fait 39 morts et une soixantaine de blessés.

## Circonstances
Au début de l'année 1918, afin d'alimenter en rails les voies desservant le front, l'une des deux voies de la ligne des Dombes avait été déposée sur l'essentiel de son parcours, une section de cinquante kilomètres située entre Sathonay et Bourg. Pour permettre le croisement des nombreux convois empruntant cet itinéraire, des évitements avaient été établis dans cinq gares: Les Échets, Saint-André-de-Corcy, Villars, Marlieux, et Saint-Paul-de-Varax, les trains y entrant sur voie déviée par une aiguille de dédoublement prise en pointe. Cependant, les appareils de voie avaient été récupérés sur des voies de garage, et leur très faible rayon de courbure   n'autorisait leur franchissement qu'à une vitesse de 20 km/h.

## L'accident
Le samedi 10 septembre, l'express 758 était parti de Strasbourg à 12 heures 20, et devait arriver à Lyon à 22 heures 55. Il était occupé par plusieurs centaines de voyageurs, parmi lesquels de nombreux militaires permissionnaires et un groupe de douze soldats condamnés à des peines disciplinaires, convoyés enchainés par quatre gendarmes jusqu'à Marseille où ils devaient embarquer pour les bataillons d'Afrique. Vers 22 heures 35, sur une voie en pente d'environ 6 ‰, il abordait l'entrée de la gare des Échets, située en courbe, quand, malgré un violent freinage d'urgence de son mécanicien, la locomotive s'engagea sur la bifurcation à 85 km/h et dérailla. Ballottée entre les deux voies, elle continua cependant à rouler sur la plateforme, suivie de son tender et du fourgon de tête, pour s'arrêter en face du bâtiment de la gare. Derrière le fourgon de tête, sous la pression de la queue du convoi, plus lourde, le wagon-poste et trois voitures de deuxième et troisième classe, véhicules anciens à caisse en bois, se télescopèrent, puis furent éjectés latéralement et précipités contre le mur de la halle à marchandises, où ils se disloquèrent. Les dernières voitures et le wagon-restaurant, entièrement métalliques, ainsi que le fourgon de queue, poursuivirent leur course sur le ballast jusqu'à la tête du train et stoppèrent dans son prolongement en créant l'illusion d'un convoi homogène.
Bien que l'accident n'ait eu lieu qu'à une quinzaine de kilomètres de Lyon, les sauveteurs et le matériel de dégagement tardèrent beaucoup à arriver, et les premiers secours furent assurés par les rescapés, parmi lesquels un médecin familier de la ligne et quatre des militaires punis  s'illustrèrent par leur comportement exemplaire.
Des voitures broyées, on dégagea une centaine de victimes, et le bilan définitif s'établit à trente-neuf morts, dont dix-huit militaires, et cinquante-neuf blessés.

## Suites
Dès le matin du 12 septembre, le déblaiement était terminé, et le trafic put reprendre. Le 13, deux cérémonies funèbres eurent lieu en présence du ministre des Transports, l'une aux Échets pour douze victimes civiles, l'autre à Lyon pour les dix-huit militaires tués.
Comme pour tout accident ferroviaire d'importance, deux enquêtes simultanées furent ouvertes, l'une administrative, confiée à M. Ferdinand Maison, directeur du contrôle de l'exploitation technique des chemins de fer au ministère des travaux publics, l'autre judiciaire, menée par les magistrats du parquet de Trévoux.
La catastrophe donna aussi lieu à deux interpellations au Parlement, l'une à la Chambre, par le colonel Girod, député du Doubs, qui sera discutée le 28 décembre 1921, l'autre au Sénat, par le sénateur de l'Ain Eugène Chanal , qui sera discutée le 22 décembre 1921. Le Conseil général du Rhône, dans un vœu du 4 octobre 1921 demanda lui aussi la recherche des responsables «si haut placés soient-ils».
Le déraillement ayant été manifestement provoqué par un excès de vitesse au passage de l'aiguille, le mécanicien, Joseph Coquand, 41 ans, du dépôt d'Ambérieu, jusque-là toujours bien noté, en fut immédiatement tenu pour seul responsable et incarcéré sur demande du parquet. Cette mesure suscitant de nombreuses protestations, notamment celles de Pierre Semard secrétaire général de la fédération des cheminots, après quelques jours de détention provisoire, le ministre des Transports, M. Le Trocquer, ordonna qu'il soit remis en liberté jusqu'à son procès. En effet, plusieurs facteurs étaient susceptibles d'atténuer sa responsabilité, voire de l'exonérer totalement.
Il s'avérait d'abord que dès 1919, des rapports officiels montraient les dangers pour la sécurité de l'exploitation en voie unique de cette ligne à fort trafic alors que le retour à une situation normale aurait exigé la repose urgente de la seconde voie.
Surtout, l'enquête permit d'établir avec certitude que s'il existait bien un disque avancé destiné à annoncer la gare des Échets et son aiguille de dédoublement, la lanterne censée l'éclairer pour le rendre perceptible de nuit était éteinte. Lors des débats au Sénat et à la Chambre, le ministre le reconnut d'ailleurs expressément.
L'examen de la bande Flaman de la machine révélait au demeurant que le convoi avait parfaitement respecté les limitations à 20 km/h lors du passage dans les quatre gares précédentes où les signaux étaient bien éclairés.
On pouvait donc présumer que dans l'obscurité, le mécanicien n'avait pas perçu le mât du signal éteint, et n'avait découvert l'aiguille d'entrée en gare qu'à son passage, déclenchant alors le freinage d'urgence.
Traduit devant le tribunal correctionnel de Trévoux pour homicide et blessures involontaires, il sera jugé à partir du 15 mars 1922. À l'issue de débats révélant de nombreux défauts dans l'exploitation de la ligne, le procureur reconnaîtra à l'accusé de larges circonstances atténuantes en laissant entendre que d'autres responsabilités auraient pu être recherchées au sein des cadres de la compagnie et des services administratifs de contrôle. Après que la défense eut plaidé l'acquittement, le Tribunal condamnera finalement symboliquement le prévenu à 50 francs d'amende avec sursis, et le ministre des Transports décidera de ne pas faire appel.
Lors des débats à la Chambre des députés le 11 décembre 1922, l'épilogue judiciaire sera évoqué, et les parlementaires et le ministre des Transports, M. Le Trocquer émettront des critiques contre le comportement de la hiérarchie de la compagnie PLM et des services du contrôle.